# 12-та група армій (США)
12-та американська група армій (англ. Twelfth United States Army Group) — оперативно-стратегічне об'єднання американських збройних сил за часів Другої світової війни.
12-та група армій (США) була найчисельнішим та найбільш могутнім військовим об'єднанням Збройних сил США в історії війн. Група армій мала у своєму складі переважну більшість американських військ на Західному театрі воєнних дій з середини 1944 року до кінця Другої світової війни

## Склад групи армій на 8 травня 1945
- 12-та група армій — генерал Омар Бредлі
  -  1-ша армія — генерал Кортні Ходжес
    -  78-ма піхотна дивізія — генерал-майор Едвін Паркер
    -  VII корпус — генерал-лейтенант Лоутон Коллінз
      -  9-та піхотна дивізія — генерал-майор Луїс Крейг
      -  69-та піхотна дивізія — генерал-майор Еміль Рейнгардт
      -  104-та піхотна дивізія — генерал-майор Террі де ла Меса Аллен

  -  3-тя армія — генерал Джордж Сміт Паттон
    -  1-ша піхотна дивізія — генерал-майор Кліфт Андрус
    -  2-га піхотна дивізія — генерал-майор Волтер Робертсон
    -  9-та бронетанкова дивізія — генерал-майор Джон Леонард
    -  70-та піхотна дивізія — генерал-майор Еллісон Барнетт
    -  97-ма піхотна дивізія — бригадний генерал Мілтон Галсі
    -  III корпус — генерал-майор Джеймс Ван Фліт
      -  4-та піхотна дивізія — генерал-майор Гарольд Блеклі
      -  14-та бронетанкова дивізія — генерал-майор Альберт Сміт
      -  99-та піхотна дивізія — генерал-майор Волтер Лауер

    -  V корпус — генерал-майор Кларенс Гюбнер
      -  16-та бронетанкова дивізія — бригадний генерал Джон Леонард Пірс

    -  XII-й корпус — генерал-майор Стаффорд Лерой Ірвін
      -  4-та бронетанкова дивізія — генерал-майор Вільям Годж
      -  5-та піхотна дивізія — генерал-майор Альберт Браун
      -  11-та бронетанкова дивізія — генерал-майор Холмс Дагер
      -  26-та піхотна дивізія — генерал-майор Віллард Стюарт Пол
      -  90-та піхотна дивізія — генерал-майор Герберт Ернст

    -  XX корпус — генерал-майор Волтон Волкер
      -  13-та бронетанкова дивізія — генерал-майор Джон Міллікін
      -  65-та піхотна дивізія — генерал-майор Стенлі Ерік Рейнгарт
      -  71-ша піхотна дивізія — генерал-майор Віллард Вайман
      -  80-та піхотна дивізія — генерал-майор Горас Макбрідж

  -  9-та армія — генерал-лейтенант Вільям Худ Сімпсон
    -  2-га бронетанкова дивізія — генерал-майор Ісаак Вайт
    -  VIII армійський корпус — генерал-майор Трой Міддлтон
      -  6-та бронетанкова дивізія — генерал-майор Роберт Гров
      -  76-та піхотна дивізія — генерал-майор Вільям Шмідт
      -  87-ма піхотна дивізія — генерал-майор Френк Куллін
      -  89-та піхотна дивізія — генерал-майор Томас Фінлі

    -  XIII армійський корпус — генерал-майор Алван Куллом Гіллем
      -  30-та піхотна дивізія — генерал-майор Ліланд Гоббс
      -  35-та піхотна дивізія — генерал-майор Пол Бааде
      -  83-тя піхотна дивізія — генерал-майор Роберт Макон
      -  84-та піхотна дивізія — генерал-майор Александер Боллінг
      -  102-га піхотна дивізія — генерал-майор Френк Кітінг

    -  XVI армійський корпус — генерал-майор Джон Бенджамін Андерсон
      -  29-та піхотна дивізія — генерал-майор Чарльз Герхардт
      -  75-та піхотна дивізія — генерал-майор Рей Портер
      -  79-та піхотна дивізія — генерал-майор Айра Вич
      -  95-та піхотна дивізія — генерал-майор Гаррі Тауддл

    -  XIX-й армійський корпус — генерал-майор Реймонд Маклейн
      -  3-тя бронетанкова дивізія — бригадний генерал Дойл Овертон Хіккі
      -  8-ма бронетанкова дивізія — генерал-майор Джон Девін

  -  15-та армія — генерал-лейтенант Леонард Героу
    -  66-та піхотна дивізія — генерал-майор Герман Крамер
    -  106-та піхотна дивізія — генерал-майор Дональд Строг
    -  XVIII повітрянодесантний корпус — генерал-майор Метью Ріджвей
      -  5-та бронетанкова дивізія — генерал-майор Лансфорд Олівер
      -  7-ма бронетанкова дивізія — генерал-майор Роберт Гасбрук
      -  8-ма піхотна дивізія — генерал-майор Брайант Мур
      -  82-га повітрянодесантна дивізія — генерал-майор Джеймс Моуріс Гейвін

    -  XXII армійський корпус — генерал-майор Ернест Гармон
      -  17-та повітрянодесантна дивізія — генерал-майор Вільям Майлі
      -  94-та піхотна дивізія — генерал-майор Гаррі Мелоні

    -  XXIII армійський корпус — генерал-майор Г'ю Джозеф Ґеффі
      -  28-ма піхотна дивізія — генерал-майор Норман Кота